# Фремон, Тьерри
Тьерри Фремон (фр. Thierry Frémont; род. 24 июля 1962, Озуар-ля-Феррьер, Франция) — французский актёр. В 1988 году получил премию «Сезар» как самый многообещающий актер за роль в фильме Жан-Шарль Ташелла (Jean-Charles Tacchella). Выиграл Эмми в 2005 году за роль серийного убийцы Фрэнсиса Хоулма (Francis Heaulme) в телевизионном фильме «В сознании убийцы» («Dans la tête du tueur»).

## Биография
После обучения в технической школе, Тьерри Фремон обучался как комик на Курсах Флорена, где он учился у профессора Фрэнсиса Хустера, затем стал учиться в Национальной консерватории драматического искусства в Париже, где он учился вместе с Даниэлем Месгихем и Филиппом Адрьеном. Он также работал с Джеком Вальцером в Актерской студии. 
Затем Тьерри Фремон стал играть роли в театре, кино и на телевидении. Играл любительские сложные роли, он также играл молодого больного миопатией в «Фортуна Экспресс», для чего ему пришлось снизить свой вес на 17 кг. 
В 1988 году он выиграл премию «Сезар» как самый многообещающий актер за роль в фильме «Travelling avant». В 1995 году он сыграл роль капитана Дрейфуса в телефильме «Дрейфус». В 1997 году он сыграл роль Иисуса в фильме «Демоны Иисуса».

## Частичная фильмография
- 1991 — Спасибо, жизнь / Merci La Vie
- 1997 — Демоны Иисуса / Les Démons de Jésus
- 2002 — Роковая женщина / Femme Fatale
- 2006 — Тигровые отряды / Les Brigades du Tigre
- 2009 — Компаньоны / Les Associés
- 2010 — Облава / La Rafle
- 2010 — Плачущая женщина в красной шляпе[фр.] / La Femme qui pleure au chapeau rouge — Пабло Пикассо
- 2010 — Джинны / Djinns
- 2011 — Секса много не бывает / Un heureux événement
- 2012 — Жирафа / Zarafa
- 2013 — Набережная Орсе / Quai d'Orsay
- 2015 — Трижды ничего / Trois Fois Rien
- 2016 — Союзники / Allied
- 2023 — Связь[англ.] / Liaison — Президент Франции
- 2024 — Наутилус / Nautilus — Густав Бенуа